# National Soccer League 2003-2004
Il campionato di National Soccer League 2003-2004 è la 28ª ed ultima edizione della National Soccer League, la massima divisione del campionato australiano di calcio.

## Classifica
|                      | Pos. | Squadra           | Pt | G  | V  | N | P  | GF | GS | DR  |
| -------------------- | ---- | ----------------- | -- | -- | -- | - | -- | -- | -- | --- |
| Australia (bandiera) | 1.   | Perth Glory       | 57 | 24 | 18 | 3 | 3  | 56 | 22 | +34 |
|                      | 2.   | Parramatta Power  | 51 | 24 | 16 | 3 | 5  | 58 | 30 | +28 |
|                      | 3.   | Adelaide Utd      | 40 | 24 | 11 | 7 | 6  | 28 | 25 | +3  |
|                      | 4.   | Marconi Stallions | 38 | 24 | 10 | 8 | 6  | 29 | 25 | +4  |
|                      | 5.   | South Melbourne   | 37 | 24 | 11 | 4 | 9  | 39 | 21 | +18 |
|                      | 6.   | Brisbane Strikers | 32 | 24 | 9  | 5 | 10 | 28 | 33 | -5  |
|                      | 7.   | Northern Spirit   | 30 | 24 | 9  | 3 | 12 | 31 | 33 | -2  |
|                      | 8.   | Sydney Olympic    | 29 | 24 | 7  | 8 | 9  | 26 | 31 | -5  |
|                      | 9.   | Wollongong Wolves | 29 | 24 | 8  | 5 | 11 | 34 | 41 | -7  |
|                      | 10.  | Sydney Utd 58     | 29 | 24 | 7  | 8 | 9  | 18 | 25 | -7  |
|                      | 11.  | Newcastle Jets    | 24 | 24 | 6  | 6 | 12 | 18 | 33 | -15 |
|                      | 12.  | Melbourne Knights | 23 | 24 | 6  | 5 | 13 | 21 | 41 | -20 |
|                      | 13.  | Football Kingz    | 15 | 24 | 4  | 3 | 17 | 25 | 51 | -26 |

Legenda:

      Campione National Soccer League.
      Ammesse alla Fase Finale.

## Fase Finale

### Fase preliminare

#### Andata
| 7 marzo 2004 | Adelaide Utd | 3 – 0 | Brisbane Strikers |  |

| 7 marzo 2004 | Marconi Stallions | 0 – 0 | South Melbourne |  |

#### Ritorno
| 13 marzo 2004 | Brisbane Strikers | 4 – 1 | Adelaide Utd |  |

| 13 marzo 2004 | South Melbourne | 2 – 0 | Marconi Stallions |  |

### Semifinali

#### Minor
| 20 marzo 2004 | Adelaide Utd | 2 – 1 | South Melbourne |  |

#### Major
| 13 marzo 2004 | Parramatta Power | 4 – 2 | Perth Glory |  |

| 20 marzo 2004 | Perth Glory | 0 – 2 | Parramatta Power |  |

### Finale preliminare
| 28 marzo 2004 | Perth Glory | 5 – 0 | Adelaide Utd |  |

### Gran Finale
| 4 aprile 2004                                    | Parramatta Power | 0 – 1 (d.t.s.) | Perth Glory |  |
| \| \| \| \| \| \| Marcatori \| 98’ (gg) Mrdja \| |                  |                |             |  |
|                                                  |                  |                |             |  |
|                                                  | Marcatori        | 98’ (gg) Mrdja |             |  |